# 잭슨빌 바라쿠다스
| 잭슨빌 바라쿠다스 |                                               |
| 설립연도          | 2002년 2004년 (SPHL 가입)                     |
| 해체연도          | 2008년                                        |
| 역사              | 잭슨빌 바라쿠다스 (2002년~2008년)             |
| 경기장            | 잭슨빌 베터런스 메모리얼 아레나 잭슨빌 아이스 |
| 연고지            | 플로리다주 잭슨빌                             |
| 상징색            | 감색, 빨강                                    |
| 구단주            |                                               |
| 단장              |                                               |
| 감독              |                                               |
| 정규시즌 우승     | WHA2 : 1 (2004)                               |
| 플레이오프 우승   |                                               |
| 영구 결번         |                                               |

잭슨빌 바라쿠다스(Jacksonville Barracudas)는 미국 플로리다주 잭슨빌을 연고지로 하는 2004년부터 2008년까지 SPHL 소속되었던 아이스 하키팀이다.

## 역대 홈경기장
| 경기장                          | 사용기간      | 수용인원 | 장소              | 비고 |
| ------------------------------- | ------------- | -------- | ----------------- | ---- |
| 잭슨빌 바라쿠다스               |               |          |                   |      |
| 잭슨빌 베터런스 메모리얼 아레나 | 2004년~2007년 | 13,141명 | 플로리다주 잭슨빌 | 빈칸 |
| 잭슨빌 아이스                   | 2007년~2008년 | 608명    | 플로리다주 잭슨빌 | 빈칸 |